# Fritz Hofmann (chimiste)
Pour les articles homonymes, voir Hofmann.
Fritz Hofmann, né Friedrich Carl Albert Hofmann le 2 novembre 1866 à Kölleda, en province de Saxe et mort le 22 octobre 1956 à Hanovre, en Allemagne, est un chimiste allemand. Il est surtout connu pour ses travaux sur le caoutchouc synthétique.

## Biographie
Fritz Hofmann est né dans la ville de Kölleda, près de Weimar. Après des études de pharmacie à l'université Humboldt de Berlin, il s'oriente vers la chimie et s'inscrit à l'université de Rostock. Il obtient en 1895 un doctorat avec la mention honorifique magna cum laude.
Il intègre la Elberfelder Farbenfabriken d'Elberfeld en 1897. Il se consacre au développement de produits pharmaceutiques, conjointement à ses travaux sur les caoutchoucs synthétiques.
En 1907, il fabrique les premiers caoutchoucs synthétiques par polymérisation de diènes conjugués. Son invention est brevetée le 12 septembre 1909 au Kaiserliches Patentamt,.
Une alternative au caoutchouc naturel est créée. De nouveaux élastomères permettront par la suite de satisfaire une demande rapidement croissante. De plus, de nouvelles applications apparaissent, certains élastomères (EPDM, NBR, CR, etc.) présentent par exemple une meilleure tenue à la chaleur que le NR.
Il reçoit la médaille d'or Emil Fischer de la Société chimique allemande en 1912 pour récompenser ses recherches sur la synthèse de caoutchoucs.
En 1918, il est directeur de recherche à l'Institut de Recherche sur le Charbon à la Kaiser-Wilhelm-Gesellschaft à Breslau.
En 1936 à son 70e anniversaire, il devient citoyen d'honneur de la ville de Breslau et de sa ville natale Kölleda.
En 1945, il revient à Kölleda où il travaille dans le domaine de la chimiothérapie.